# Diego Henao (saltador)
Diego Henao Uribe (Cali, 9 de enero de 1947) es un deportista colombiano que compitió en saltos de plataforma. Ganó dos medallas de bronce en los Juegos Panamericanos, en los años 1967 y 1971.

## Palmarés internacional
| Juegos Panamericanos | Juegos Panamericanos | Juegos Panamericanos | Juegos Panamericanos |
| Año                  | Lugar                | Medalla              | Prueba               |
| -------------------- | -------------------- | -------------------- | -------------------- |
| 1967                 | Winnipeg (Canadá)    | Medalla de bronce    | Plataforma 10 m      |
| 1971                 | Cali (Colombia)      | Medalla de bronce    | Plataforma 10 m      |